# Мелиса и Джоуи
„Мелиса и Джоуи“ (на английски: Melissa & Joey) е американска ситуационна комедия, чиято премиера е на 17 август 2010 г. по ABC Family (сега под името Freeform) и финал на 5 август 2015 г. Главните роли играят Мелиса Джоун Харт, Джозеф Лорънс, Тейлър Сприйтлър и Ник Робинсън.
Сериалът се оказва успешен за ABC и е носител на награда „Изборът на публиката“ за любима телевизионна комедия.

## Актьорски състав
- Мелиса Джоун Харт – в ролята на Мелани Алисън „Мел“ Бърк.
- Джозеф Лорънс – в ролята на Джоузеф Пол „Джо“ Лонго.
- Тейлър Сприйтлър – в ролята на Ленъкс Елизабет Сканлон.
- Ник Робинсън – в ролята на Райдър Скенлон.

## Сюжет
Мел е местен политик от семейство на политици. Когато семеен скандал оставя племенниците ѝ Ленъкс и Райдър без родители, Мел ги взима. Джо е бивш търговец на акции, който е разорен след измама от типа „схема на Понци“ и си търси работа. Мел намира за трудно да се справя с племенниците си предвид своята работа, затова наема Джо за бавачка.

## Разработка и продукция
Това е вторият път, в който Мелиса и Джозеф участват в продукция на ABC. Предишният път е в телевизионния филм „Моят фалшив годеник“. След успеха на първи сезон, на 8 октомври 2010 г. ABC добавя още 18 епизода с премиера от 29 юни 2011, правейки го общо 30 епизода. На 11 юли 2011 г. е подновен за втори сезон, а на 17 август 2012 за трети сезон.
Мелиса и Джозеф са режисьори на епизоди от втори сезон.
Сериалът е сниман пред публика на живо в центъра на CBS Studio в 14-а сцена. Къщата, използвана за снимките отвън, се намира в „Hancock Park“ Лос Анджелис, Калифорния.
На 9 февруари 2015 г. ABC обявява, че прекратява сериала след четири сезона и последният епизод е излъчен на 5 август 2015 г.